# Miliolipora
Miliolipora es un género de foraminífero bentónico de la subfamilia Milioliporinae, de la familia Milioliporidae, de la superfamilia Soritoidea, del suborden Miliolina y del orden Miliolida. Su especie tipo es Miliolipora cuvillieri. Su rango cronoestratigráfico abarca desde el Noriense hasta el Rhaetiense (Triásico superior).

## Discusión
Algunas clasificaciones incluyen Miliolipora en la superfamilia Milioliporoidea.

## Clasificación
Miliolipora incluye a la siguiente especie:
- Miliolipora cuvillieri